# Chiricahua
Els chiricahua (/ˌtʃɪrɨˈkɑːwə/) són un grup d'amerindis apatxes que viuen al sud-oest dels Estats Units. En el moment del contacte amb els europeus, amb els seus parents propers tchihende i ndendahe, ocupaven 15 milions d'acres (61.000 km²) de territori al sud-oest de Nou Mèxic i al sud-est d'Arizona als Estats Units, i al nord de Sonora i Chihuahua, a Mèxic. Actualment només dues tribus chiricahua són reconegudes federalment als Estats Units: la Tribu Apatxe Fort Sill, situada a prop d'Apache (Oklahoma); i la tribu chiricahua situada a la reserva Mescalero Apatxe prop de Ruidoso (Nou Mèxic).

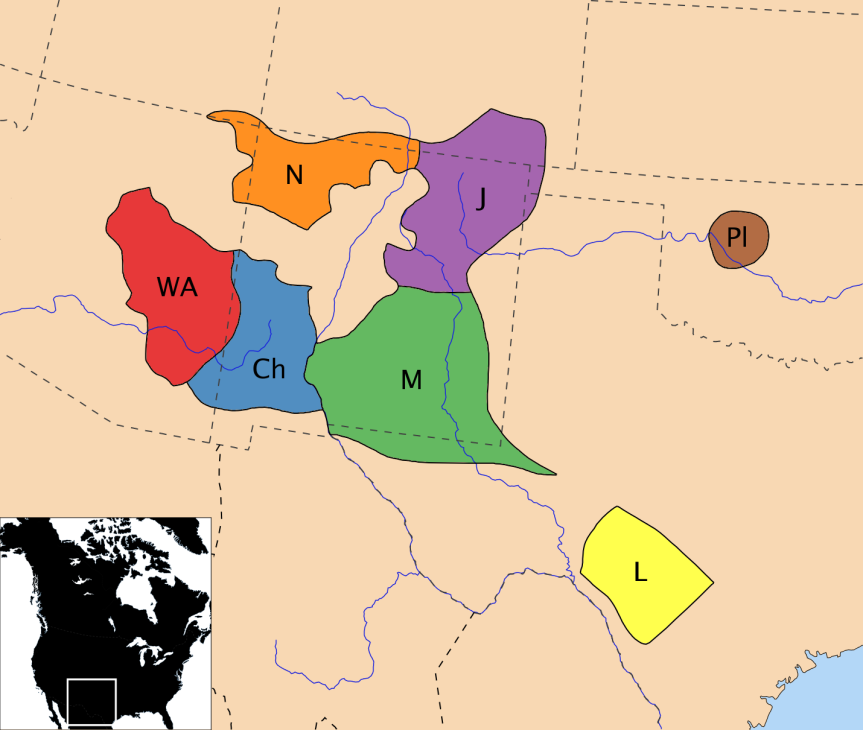
Territori apatxe en el segle XVIII: WA – Apatxes occidentals, N – Navahos, Ch – Chiricahua, M – Mescalero, J – Jicarilles, L – Lipan, Pl – Apatxe kiowa

## Nom
Els apatxes chiricahua Apache també són coneguts com a Chiricagui, Apaches de Chiricahui, Chiricahues, Chilicague, Chilecagez, and Chiricagua. Els apatxe White Mountain, inclosos els grups cibecue i bylas d'apatxes occidentals, els van anomenar 'Ha’i’ą́há (que significa "alba oriental"). Els apatxes San Carlos els anomenaren Hák’ą́yé. Els navahos, un grup diferent al dels apatxes occidentals malgrat estar vinculats lingüísticament, els anomenaren chíshí.

## Història
La divisió apatxe tsokanende (chiricahua) fou dirigida una vegada, des dels inicis del segle xix, per caps com Pisago Cabezon, Relles, Posito Moraga, Yrigollen, Miguel Narbona, Esquinaline, i finalment Cochise (el nom del qual deriva de la paraula apatxe cheis, que significa "tenir la qualitat de la fusta de roure") i, després de la seva mort, els seus fills Tahzay i Naiche, sota la tutela del cap de guerra de Cochise Nahilzay, i els caps independents Chihuahua, Skinya i Pionsenay; els tchihende (Mimbreño) foren dirigits, durant el mateix període, per caps com Juan Josè Compa, Fuerte o Soldado Fiero, Mangas Coloradas, Cuchillo Negro, Delgadito, Nana, Victorio, Loco, Mangus; els apatxes ndendahe, per la seva banda, foren dirigits per Mahko, Mano Mocha, Coleto Amarillo, Luis, Laceres, Felipe, Natiza, Juh i Goyaałé (conegut pels americans com a Geronimo); després de la mort de Victorio, Nana, Geronimo, Mangus (el fill més jove de Mangas Coloradas) i el fill més jove de Cochise Naiche foren els últims líders dels apatxes centrals i llurs grups apatxes mixtes foren els últims en resistir el control del govern dels Estats Units al sud-est dels Estats Units.
Diverses bandes vagament afiliades d'apatxes van arribar indegudament a ser coneguts genèricament com a chiricahues. Aquestes inclouen la chokonen (Tsokanende), chihenne (Tchihende), Nednai (Nednhi) i Bedonkohe (Ndendahe). Actualment a tot se'ls coneix comunament com a chiricahua, però històricament no eren una banda única, ni de la mateixa divisió apatxe, i són identificats més correctament tots junts com a "apatxes centrals".
Moltes altres bandes i grups que parlaven llengües apatxes es movien sobre l'est d'Arizona i el sud-oest dels Estats Units. Les bandes que s'agrupaven sota el terme chiricahua tenien molta història comuna: es van casar i van viure uns al costat dels altres, i també de tant en tant es barallaven entre si. Van formar aliances tant a curt termini com a llarg, cosa que ha dut als estudiosos a classificar-los com un sol poble.
Els grups apatxes i navahos eren part de la migració atapascana al continent d'Amèrica del Nord des d'Àsia, a través de l'estret de Bering des de Sibèria. A mesura que es van traslladar al sud i a l'est cap a Amèrica del Nord els grups s'escindiren i es van diferenciar per llengua i cultura a través del temps. Alguns antropòlegs creuen que ela apatxes i navahos van ser empesos al sud i a l'oest al que avui és Nou Mèxic i Arizona per la pressió d'altres amerindis de les Grans Planes, com els comanxes i kiowes. Entre l'última d'aquestes divisions van ser la que va donar lloc a la formació de les diferents bandes apatxes que van trobar després els europeus: els apatxes del sud-oest i els navajos. Encara que ambdues parlen formes atapascanes meridionals, navahos i apatxes han esdevingut culturalment diferents.

### Relacions entre europeus i apatxes
Des de l'inici de les relacions entre ambdós pobles hi va haver conflictes entre ells, ja que competien per la terra i altres recursos, i tenia cultures molt diferents. Les seves trobades van ser precedides per més de 100 anys de cololonització espanyola i les incursions i assentaments mexicans a les terres apatxes. Els colons dels Estats Units eren nouvinguts a la competència per la terra i els recursos al Sud-oest, però van heretar la seva complexa història, i van portar les seves pròpies actituds amb ells sobre els amerindis i la forma d'ús de la terra. Com a màxim el Tractat de Guadalupe Hidalgo, els Estats Units van prendre la responsabilitat de prevenir i castigar les incursions transfrontereres dels apatxes que estaven atacant a Mèxic.
Els apatxes veien els colons estatunidencs amb l'ambivalència, i en alguns casos, s'allistaren com a aliats en els primers anys contra dels mexicans. En 1852, els EUA i alguns chiricahua signat un tractat, però va tenir poc efecte durador. Durant la dècada de 1850, els miners i els colons americans van començar a traslladar-se al territori chiricahua, començant la invasió que ha estat renovada en la migració cap al sud-oest de les dues dècades anteriors.
Això va obligar els apatxes a canviar les seves vides com a nòmades, lliure en el terreny. L'exèrcit dels EUA els va derrotar i els va obligar a confinar-se en reserves, en terres mal adequades per l'agricultura de subsistència, que els EUA van oferir com a model de civilització. Avui, els chiricahua estan preservant la seva cultura tant com és possible, mentre forgen noves relacions amb els pobles veïns. El chiricahua tenen una vida i cultura vibrant.

### Hostilitats
Encara que havien viscut en pau amb la majoria dels nord-americans al Territori de Nou Mèxic fins al 1860, els chiricahua es tornaren cada vegada més hostils a la invasió nord-americana al Sud-oest després d'una sèrie de provocacions contra ells. El 1835 Mèxic havia ofert una recompensa pels cuirs cabelluts d'apatxes i van inflamar encara més la situació. El 1837 el nord-americà John (James) Johnson va convidar els chihenne a l'àrea de comerç amb la seva partida (prop de les mines de Santa Rita del Cobre, Nou Mèxic). Quan es van reunir al voltant d'una manta en la qual els havien posat pinole (farina de blat de moro molt) per a ells, Johnson i els seus homes van obrir foc contra els chihenne amb fusells i un canó ocult carregats amb ferralla, vidre i una cadena llarga. Van matar uns 20 apatxes, entre ells el cap Juan José Compá. Es diu que Mangas Coloradas havia estat testimoni d'aquest atac, que va inflamar els seus desitjos de venjança i els d'altres guerrers apatxe durant molts anys. L'historiador Rex W. Strickland va sostenir que els apatxe havien arribat a la reunió amb les seves pròpies intencions d'atacar la partida de Johnson, però que van ser presos per sorpresa. En 1839 el caçador de cabelleres James Kirker fou contractat per Robert McKnight per a obrir novament el camí a Santa Rita del Cobre.
Després de la conclusió de la intervenció nord-americana a Mèxic (1848) i la Compra de Gadsden (1853), els nord-americans van començar a entrar al territori en major nombre. Això augmentà les oportunitats d'incidents i malentesos. De totes maneres, els apatxes no eren hostils als nord-americans, considerant-los enemics dels seus propis enemics mexicans, i així pensaven Mangas Coloradas i Cuchillo Negro.
Cuchillo Negro, ambh Ponce, Delgadito, Victorio i ares caps mimbreño signaren un tractat a Fort Webster l'abril de 1853, però, durant la primavera de 1857 l'Exèrcit dels Estats Units dirigí una campanya, liderat pel col. Benjamin L.E. deBonneville, col. Dixon S. Miles (3r de Cavalleria de Fort Thorn) i col. William W. Loring (comandant del Regiment Montat de Fusellers d'Albuquerque), contra els apatxes mogollon i coyotero: els escoltes pueblo de Loring es van assabentar i van atacar a una ranxeria al Canyó de Los Muertos Carneros (25 de maig de 1857), on Cuchillo Negro i alguns apatxes mimbreños estaven descansant després d'una batuda contra els navahos: alguns apatxes, inclòs el mateix Cuchillo Negro, van ser assassinats.
El desembre de 1860, després de diversos conflictes provocats pels miners dirigits per James H. Tevis a la zona de Pinos Altos, Mangas Coloradas marxà a Pinos Altos (Nou Mèxic) tractant de convèncer els miners d'allunyar-se de la zona que estimava i anar a buscar or la Sierra Madre, però el van lligar a un arbre i el va assotar greument. Els seus seguidors mimbreño i ndendahe i bandes relacionades chiricahua es van indignar pel tractament del seu cap respectat. Mangas havia estat un gran cap en el seu millor moment (durant els anys 1830 i 1840), junt amb Cuchillo Negro, com ho seria Cochise.
Uns anys més tard, el 1861, l'Exèrcit dels Estats Units va prendre i va matar alguns dels familiars de Cochise prop Apache Pass, en el que es va conèixer com l'afer Bascom. Recordant com Cochise havia escapat, el Chiricahua qualificar l'incident de "tallar la tenda". En 1863 el gen. James H. Carleton va proposar liderar una nova campanya contra els apatxe mescalero, i el capt. Edmund Shirland (10è de Cavalleria de Califòrnia) invità Mangas Coloradas a un "parlament", però després que va entrar al camp dels EUA per negociar una pau, el gran cap mimbreño va ser arrestat i condemnat a Fort McLane, on després, probablement per ordres del gen. Joseph R. West, Mangas Coloradas va ser assassinat per soldats nord-americans (18 de gener 1863). El seu cos va ser mutilat pels soldats, i la seva gent es va enfurismar pel seu assassinat. Els chiricahua començaren a considerar els nord-americans com a "enemics que anem contra ells." A partir d'aquest moment van fer la guerra gairebé constantment contra els colons nord-americans i l'Exèrcit durant els següents 23 anys.
En 1872 el general Oliver O. Howard, amb l'ajuda de Thomas Jeffords, va aconseguir negociar una pau amb Cochise. Els EUA va establir una reserva Apatxe Chiricahua amb Jeffords com a agent dels EUA, vora Fort Bowie, Territori d'Arizona. Es va mantenir oberta durant uns 4 anys, durant els quals el cap Cochise va morir (per causes naturals). En 1877,uns tres anys després de la mort de Cochise, els EUA van traslladar els chiricahua i altres bandes apatxes a la Reserva índia de San Carlos, encara a Arizona.
Els habitants de les muntanyes odiaven el medi ambient del desert de San Carlos, alguns sovint van començar a sortir de la reserva i de vegades atacaren els colons veïns. Es van rendir al general Nelson Miles en 1886. El més conegut guerrer líder dels renegats, tot i que no era considerat un cap, va ser el contundent i influent Geronimo. Ell i Naiche (líder hereditari i fill de Cochise) junts lideraren els opositors durant aquests últims anys de llibertat.

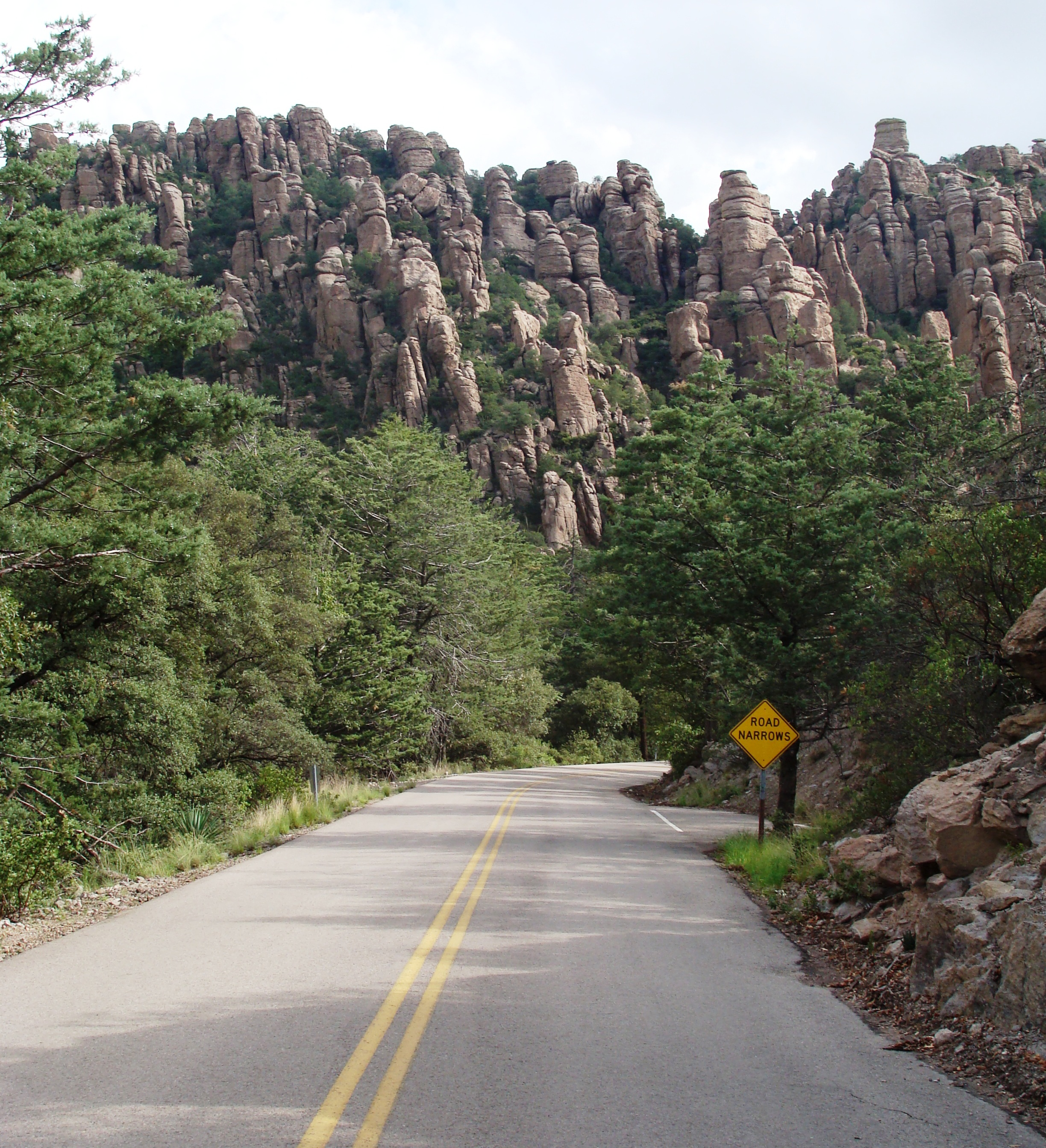
Entrada per carretera al Monument Nacional Chiricahua

Es van fer forts a les Muntanyes Chiricahua, part de les quals és l'actual Monument Nacional Chiricahua, i a través de la intervenció Willcox Playa al nord-est, a les muntanyes Dragoon (al sud-est d'Arizona). En els darrers anys de la frontera, els chiricahua oscil·laren entre San Carlos i les White Mountains d'Arizona, a les muntanyes adjacents del sud-oest de Nou Mèxic al voltant de l'actual Silver City, i cap avall als santuaris de les muntanyes de Sierra Madre (del nord de Mèxic). Sovint se'ls hi unien llurs parents apatxes Nednai.
El general George Crook, aleshores les tropes del General Miles, ajudades per escoltes apatxes d'altres grups, perseguiren els exiliats fins que es van donar per vençuts. Mèxic i els Estats Units havien negociat un acord que permetia a les tropes de cadascú entrar en territori veí a la recerca d'apatxes. Això va impedir que els grups chiricahua utilitzessin la frontera com un escut on podrien guanyar una mica de temps per descansar i pensar en el seu pròxim moviment. La fatiga, el desgast i la desmoralització de la caça constant conduir a la seva rendició.
Els últims 34 capturats, entre ells Gerónimo i Naiche, es van lliurar a unitats de les forces del general Miles al setembre de 1886. Des de l'estació Fort Bowie, Arizona, van ser arrossegats juntament amb la majoria dels altres chiricahua restants (així com els exploradors apatxes de l'Exèrcit) i exiliats a Fort Marion, Florida. Almenys dos guerrers apatxes, Massai i Gray Lizard, es van escapar del vagó presó i es van dirigir de nou a Arizona en un viatge a 1.900 kilòmetres de les seves terres ancestrals.
Després d'una sèrie de morts chiricahua a la presó de Fort Marion prop de Sant Augustine, Florida, els supervivents van ser traslladats primer a Alabama, i més tard a Fort Sill (Oklahoma). La rendició de Gerónimo va posar fi a les guerres índies als Estats Units. Tanmateix, un altre grup de chiricahues (també conegut com els éssers sense nom o Bronco Apatxe) que no foren capturatt per les forces nord-americanes es van negar a rendir-se. Es van escapar per la frontera amb Mèxic i es van establir a les remotes muntanyes de Sierra Madre. Allà van conrear camps ocults, aplanaren cases per al bestiar i altres aliments, i van participar en enfrontaments periòdics amb les unitats de l'Exèrcit i la policia mexicana. La majoria van ser finalment capturats o assassinats per soldats o per hisendats privats armats i autoritzats pel govern mexicà.
Amb el temps, els presoners chiricahua supervivents es van traslladar a la reserva militar Fort Sill a Oklahoma. L'agost de 1912, per una llei del Congrés dels EUA, van ser alliberats de la seva condició de presoners de guerra després que es demostrés que ja no eren una amenaça. Encara que els van prometre terres a Fort Sill es van trobar amb la resistència dels locals no apatxes. Se'ls va donar l'opció de romandre a Fort Sill o traslladar-se a la reserva Mescalero prop de Ruidoso, Nou Mèxic. Dos terços del grup, 183 persones, elegiren anar a Nou Mèxic, mentre que 78 van romandre a Oklahoma. Els seus descendents encara viuen en aquests llocs. En aquell moment no se'ls va permetre tornar a Arizona a causa de l'hostilitat per les guerres perllongades.

## Bandes

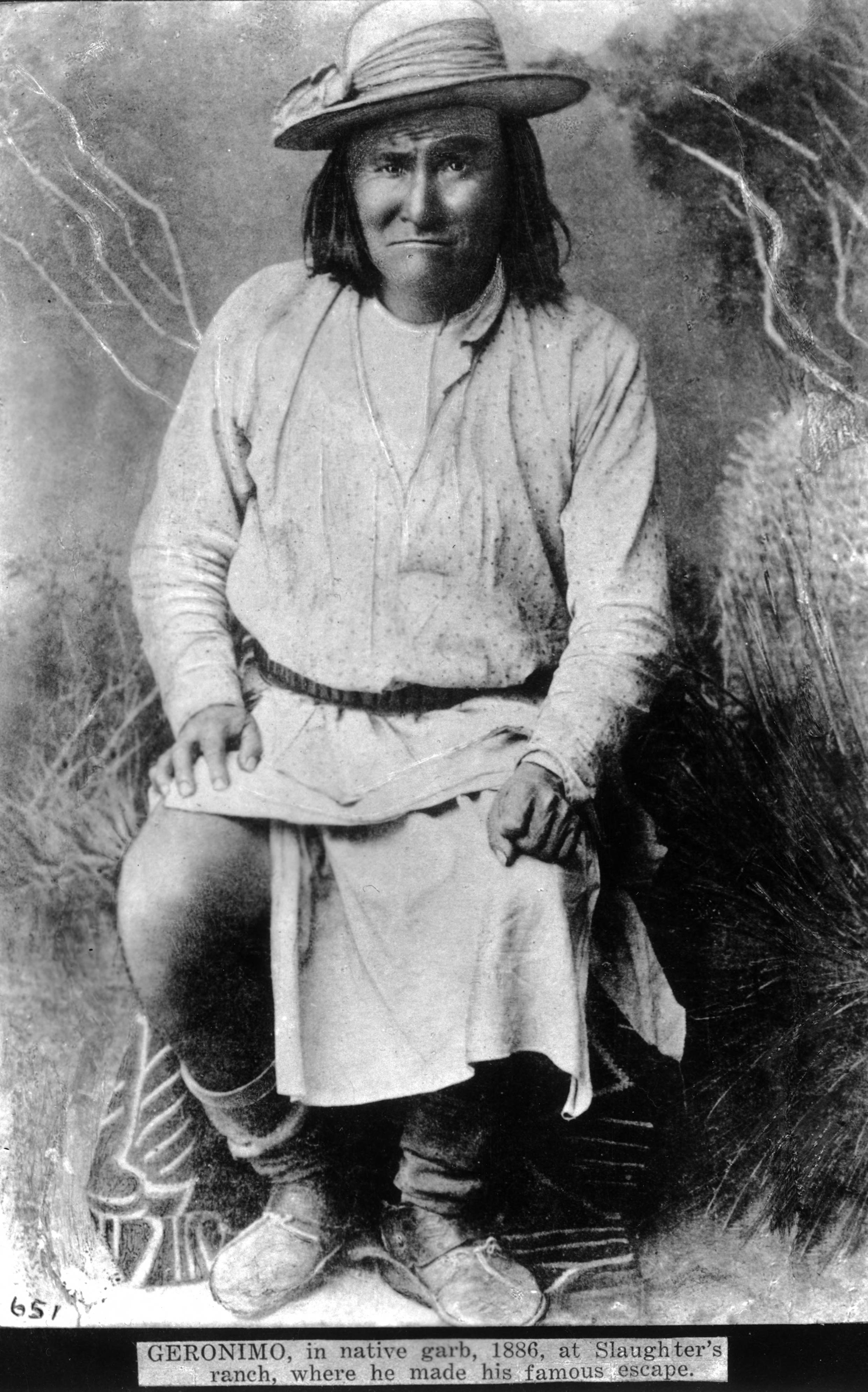
Goyaałé (Geronimo)

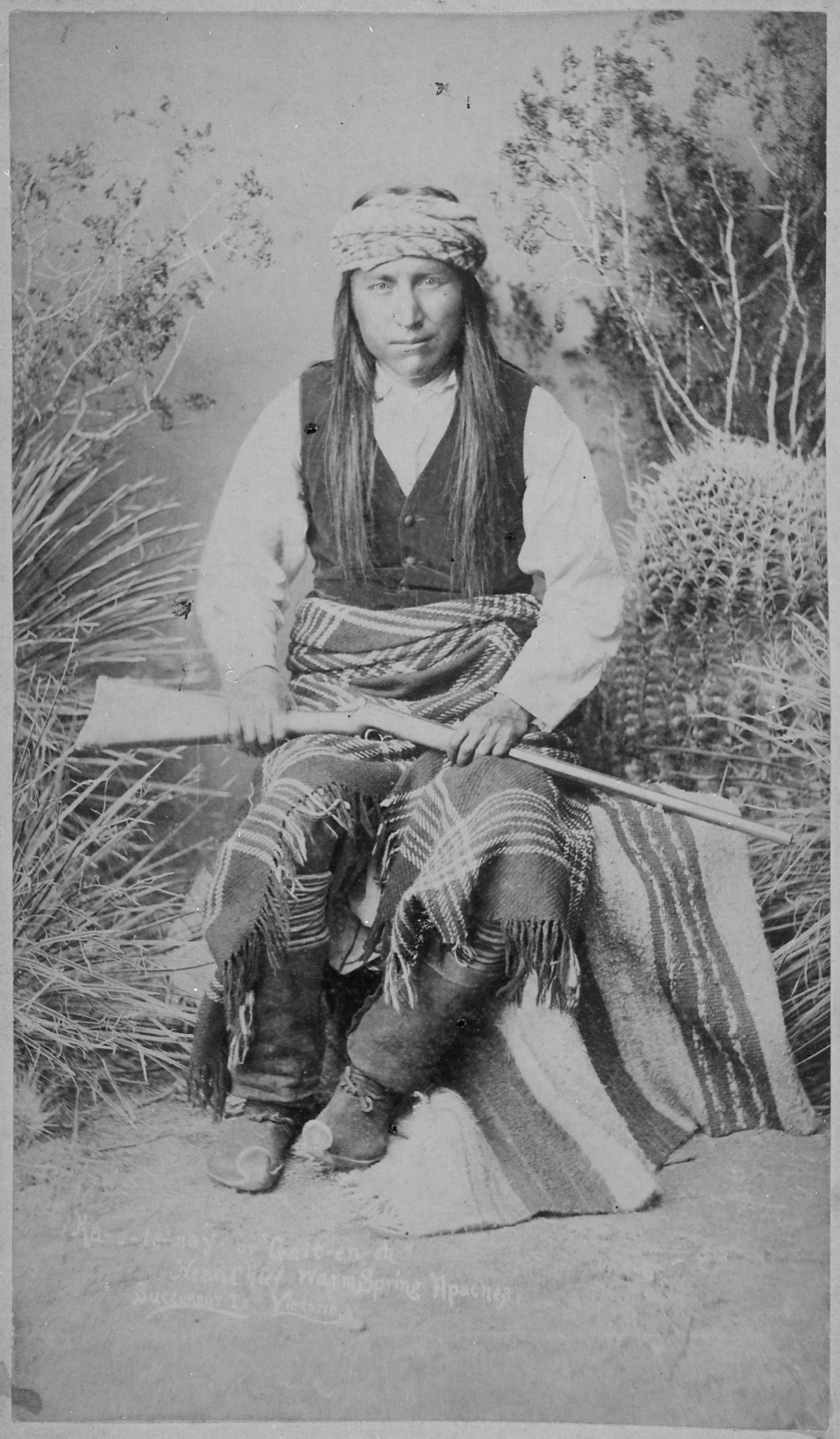
Ka-e-te-nay, cap dels apatxes Warm Springs

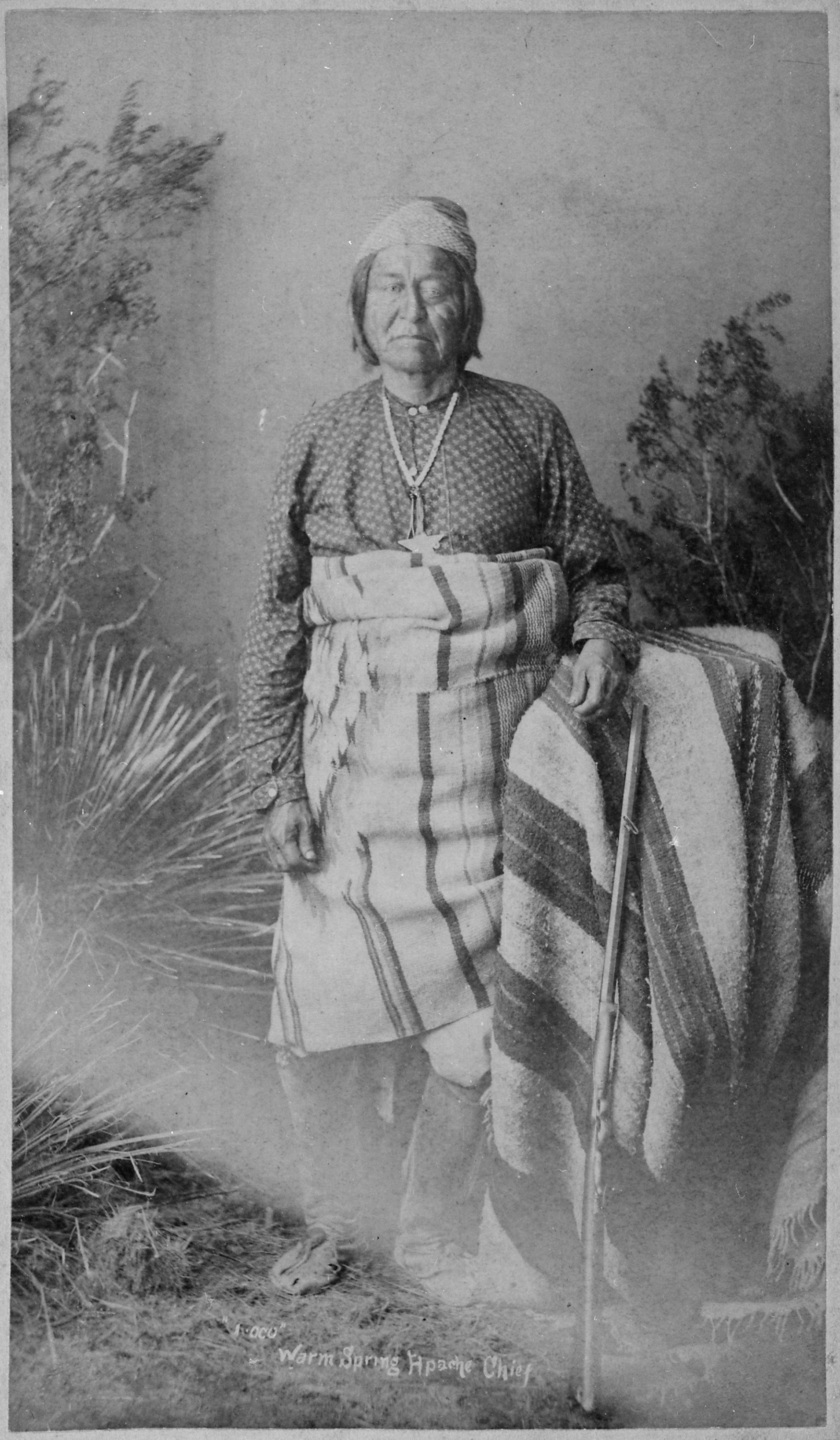
Loco, cap dels apatxes Warm Springs

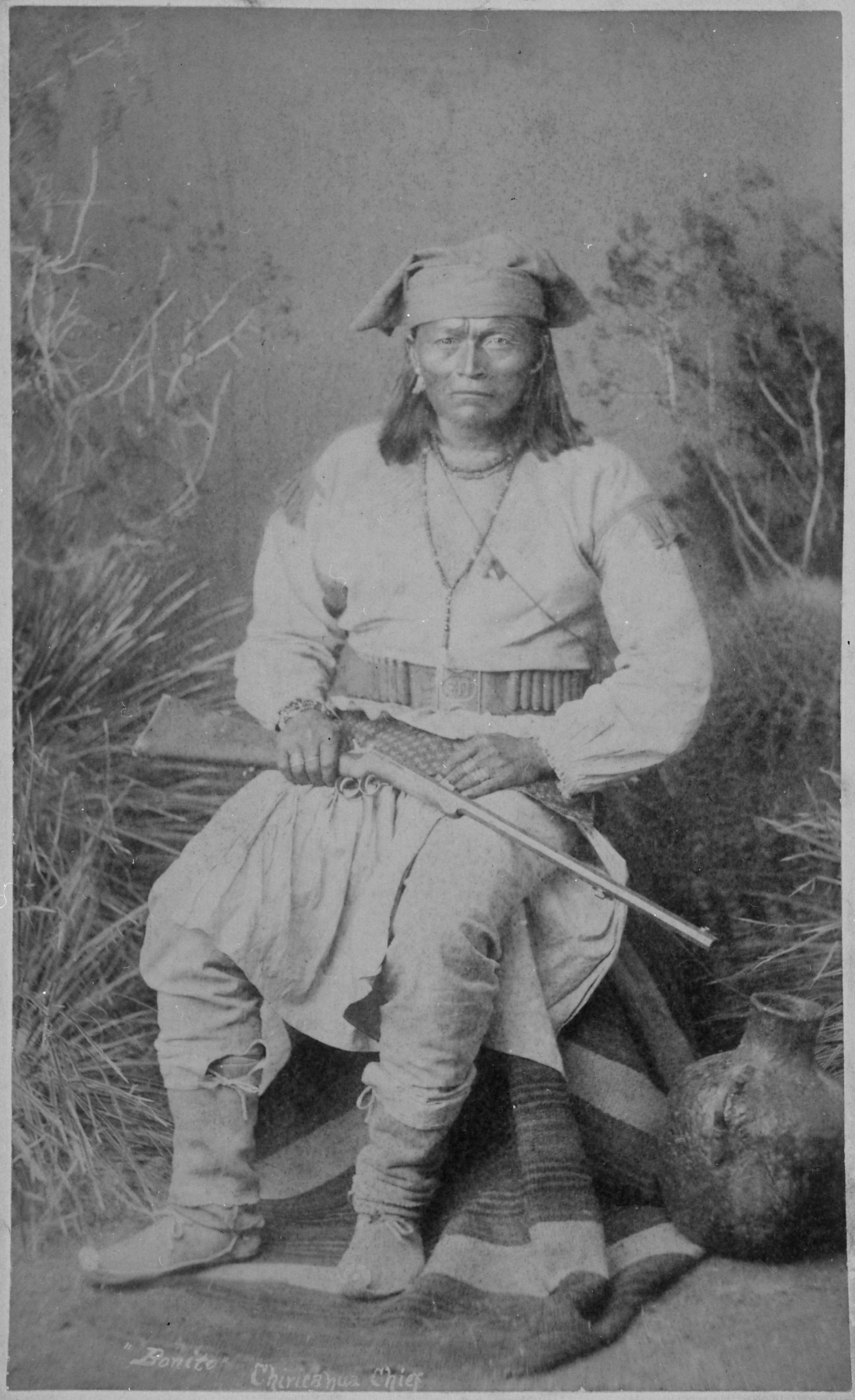
Bonito, cap chiricahua

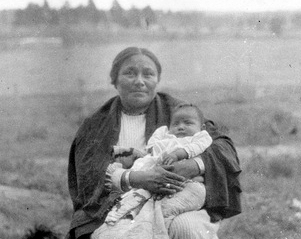
Viola i Agnes Chihuahua, chiricahues, fotografia a la Reserva Apatxe Mescalero en 1916.

Atès que la "banda" com a unitat era molt més important que la "tribu" a la cultura chiricahua, els chiricahua no tenien nom per a si mateixos com a poble. El nom chiricahua és probablement la representació espanyola de la paraula ópata Chiguicagui ("muntanya del gall dindi silvestre"). El territori de la tribu chiricahua abastava l'actual SE d'Arizona, SO de Nou Mèxic, NE de Sonora i NO de Chihuahua. El rang de chiricahua s'estén a l'est fins a la Vall del Riu Grande a Nou Mèxic i a l'oest fins a la vall del riu San Pedro a Arizona, al nord de Magdalena dessota de l'actual corredor Hwy I-40 a Nou Mèxic i amb Ciudad Madera (276 km al nord-oest de la capital de l'estat, Chihuahua, i 536 km al sud-oest de Ciudad Juárez (antigament coneguda com a Paso del Norte) a la Frontera EUA-Mèxic), al seu rang més meridional.
Segons Morris Edward Opler (1941), els chiricahues consistien en tres bandes:
- Chíhéne o Chííhénee’ 'Gent de la pintura vermella' (també coneguts com a chiricahua orientals, apatxe Warm Springs, gileños, Ojo Caliente, Coppermine, Copper Mine, Mimbreños, Mimbres, Mogollones, Tcihende),
- Ch’úk’ánéń o Ch’uuk’anén (també coneguts com a chiricahua central, Ch’ók’ánéń, Cochise Apache, Chiricahua propi, Chiricaguis, Tcokanene), o el poble de l'alba;
- Ndé’indaaí o Nédnaa’í 'poble enemic'[20] coneguts com a chiricahua meridionals, chiricahua propis, apatxe pinery, Ne’na’i), o "els que van davant al final".

Schroeder (1947) anomena cinc bandes:
- Mogollon
- Copper Mine
- Mimbres
- Warm Spring
- Chiricahua proper

La Tribu Apatxe Chiricahua-Warm Springs Fort Sill d'Oklahoma diu que hi ha quadre bandes a Fort Sill:
- Chíhéne (Tchi-he-nde, també coneguda com a bandes Warm Springs i Coppermine Mimbreño, Chinde),
- Chukunen (Tsoka-ne-nde, també coneguda com a banda chiricahua, Chokonende),
- Bidánku (Bedonkohe Ndendahe, també coneguda com a Bidanku, Bedonkohe (?), Bronco),
- Ndéndai (Nednhi Ndendahe, també coneguda com a Ndénai, Nednai).

Avui en dia s'usa la paraula Chidikáágu (derivada de la paraula espanyola Chiricahua) per referir-se als chiricahua en general, i la paraula Indé, per referir-se als apatxe en general.
Altres fonts enumeren aquestes i altres bandes addicionals:
- Chokonen (Chu-ku-nde - ‘Cim del poble de la muntanya’, propi o Central Chiricahua)[21]
  - Chokonen (vivien a l'est de Safford, Arizona, al llarg de la part alta del riu Gila, al llarg del riu San Francisco al nord de les muntanyes Mogollon a Nou Mèxic a l'est i la vall San Simon al sud-oest, grup local del nord-est)
  - Chihuicahui (vivien al SE Arizona a les muntanyes Huachuca a l'oest del riu San Pedro, al nord-oest vora l'actual línia de Benson, Johnson, Willcox, i nord al llarg del riu San Simon a l'est del SO de Nou Mèxic, controlava el sud de les muntanyes Pinaleno, Winchester, Dos Cabezas, Chiricahua, Dragoon i Mule, grup local del sud-oest)
  - Dzilmora (vivien a les muntanyes Alamo Hueco, Little Hatchet i Big Hatchet (els apatxes les anomenaven Dzilmora) al SO de Nou Mèxic, grup local del sud-est)
  - Animas (vivien al sud del riu Gila, i a l'oest de la vall de San Simon a les muntanyes Peloncillo (anomenades pels apatxe Dziltilcil - "Muntanya Negra") al llarg de la frontera sud d'Arizona-Nou Mèxic al canyó de Guadalupe i per l'est al vall d'Animas i les Muntanyes Animas al SO de Nou Mèxic, grup local del sud)
  - grup local (vivien al NE Sonora i adjacent Arizona, al Canyó de Guadalupe, al llarg del riu San Bernardino, part del nord-oest de la Sierra San Luis, a la vall de Batepito amb la Sierra Pitaycachi, est de Fronteras, com a zona forta)
  - grup local (vivien a l'est de Fronteras a Sierra Pilares de Teras en Sonora)
  - grup local (vivien a la Sierra de los Ajos al nord-est del riu Sonora, al llarg del riu Bavispe cap a Fronteras al nord)

- Bedonkohe (Bi-dan-ku - ‘poble davant de la fi’, Bi-da-a-naka-enda - ‘plantats davant l'enemic’, sovint anomenats mogollon, apatxes Gila, Chiricahua del nord-est, vivien a les muntanyes Mogollon i muntanyes Tularosa entre el riu San Francisco a l'Oest i el riu Gila al sud-est a l'oest de Nou Mèxic)
- Chihenne (Tchi-he-nde - ‘Poble pintat de vermell’, sovint anomenats Copper Mine, Warm Springs, Mimbres, Gila Apaches, impròpiament Chiricahua de l'est)
  - Warm Springs (espanyol: Ojo Caliente - Hot Springs)
    - nord Warm Springs (vivien al nord-est dels Bedonkohe a les Muntanyes DatilDatil, Magdalena i Socorro, les Planes de San Agustin, i de l'actual Quemado a l'est del riu Grande, grup local del nord)[22]
    - sud Warm Springs (Warm Springs propi, assentats al voltant d'Ojo Caliente vora l'actual Monticello[23] al llarg del riu Canada Alamosa, entre Cuchillo Negro Creek i Animas Creek, controlant les San Mateo i Muntanyes Negretta així com el Black Range a l'oest del Riu Grande vers el Riu Gila, usant les fonts termals al voltant de Truth or Consequences, anomenats Warm Springs o apatxes Ojo Caliente, grup local del sud)

  - Gila / Gileños
    - Copper Mines (vivien sud-oest del riu Gila, al voltant de Santa Lucia Springs a les Little Burro i Muntanyes Big Burro, controlant les Muntanyes Pinos Altos, Muntanyes Pyramid i la vila de Santa Rita del Cobre al llarg del riu Mimbres a l'est, anomenats apatxes Copper Mine, grup local oest)[24]
    - Mimbres /Mimbreños (vivien al sud-est-centre de Nou Mèxic, entre el riu Mimbres i el Riu Grande a les Muntanyes Mimbres i les Cook's Range i, per tant, anomenats apatxes Mimbres, grup local est)
    - grup local (vivien al sud de Nou Mèxic a les muntanyes Pyramid i Muntanyes Florida (els Chihenne l'anomenaven Dzlnokone - Muntanya de grans pendents) marxaren al Riu Grande a l'est i sud de la frontera mexicana, grup local meridional)

- Nednhi (Ndé'ndai - ‘Poble enemic’, ‘Poble que crea problemes', sovint anomenats Apatxes Bronco, Apatxes Sierra Madre, Chiricahua meridional)[25]
  - Janeros (vivien al NO Chihuahua, SE Arizona i NE Sonora a les Muntanyes Animas i Florida, al sud de Sierra San Luis, Sierra del Tigre, Sierra de Carcay, Sierra de Boca Grande, a l'oest més enllà del riu Aros a Bavispe, a l'est al llarg del riu Janos i riu Casas Grandes vers el llac Guzmán a la part nord de la Conca Guzmán i comerciaren amb el presidio de Janos, també anomenats Dzilthdaklizhéndé - ‘Poble de la muntanya blava’, grup local septentrional)
  - Carrizaleños (vivien exclusivament a Chihuahua, entre els presidios de Janos a l'oest i Carrizal i llac Santa Maria a l'est, al sud cap a Corralitos, Casas Grandes i Agua Nuevas, 97 km al nord de Chihuahua, controlant la part sud de la Conca Guzmán, i les muntanyes al llarg de Casas Grandes, Santa Maria i riu Carmen, també anomenats Tsebekinéndé - ‘Poble de la Casa de Pedra’ o ‘Poble de la Casa de la Roca’, grup local del sud-est)
  - Pinaleños (vivien al sud de Bavispe, entre el riu Bavispe i el riu Aros al NE Sonora i NO Chihuahua, controlant la Sierra Huachinera, Sierra de los Alisos i Sierra Nacori Chico, les muntanyes tenien un gran estoc de boscs de pins apatxes – anomenats apatxes Pinery, grup local del sud-oest).

Els Chokonen, Chihenne, Nednhi i Bedonkohe tenien probablement fins a tres altres grups locals, nomenats respectivament pel seu líder o la zona que habitaven. A finals del segle xix els apatxes supervivents ja no recordaven aquests grups. És possible que hagin estat aniquilats (com el Pinaleno - Nednhi) o s'hagin unit als grups locals més poderosos (els romanents dels carrizaleños-nedhni acampats juntament amb els seus parents del nord, el Janero-Nednhi).
Els Carrizaleňo-Nednhi compartiren territori superposat en els voltants de Casas Grandes i Agua Nuevas amb els Tsebekinéndé, una banda de Mescaleros meridionals (que sovint era anomenada Aguas Nuevas pels espanyols). Els espanyols es va referir a la banda apatx amb el mateix nom de Tsebekinéndé. Aquestes dues bandes apatxes diferents sovint es confonen entre elles. (Confusió similar es va presentar sobre la distinció dels Janeros-Nednhi dels Chiricahua (Dzilthdaklizhéndé) i els Dzithinahndé dels Mescalero.

## Notables apatxes chiricahua
- Mangas Coloradas, (Kan-da-zis Tlishishen, La-choy Ko-kun-noste - “Red Shirt” o “Pink Shirt”, també Dasoda-hae - “Ell només se senta allà”), (ca. 1793 – 18 de gener de 1863), cap guerrer del grup local Mimbreño Copper Mines dels Tchihende i cap principal després de la mort de Juan Josè Compà
- Cuchillo Negro, (Baishan - “Black Knife”) (ca. 1796 - 24 de maig de 1857), cap de guerra del grup local mimbreño Warm Springs dels Tchihende i principal cap després de la mort de Fuerte
- Cochise, (K'uu-ch'ish o Cheis - “té la qualitat de la força d'un roure”), (ca. 1805 - 8 de juny de 1874), cap del grup local Chihuicahui dels Tsokanende
- Delgadito (ca. 1810? – 1864), cap principal del grup local Mimbreño Copper Mine dels Tchihende després de la mort de Mangas Coloradas
- Loco (1820? - 1905), principal cap del grup local Mimbreño Copper Mine dels Tchihende després de la mort de Delgadito
- Nahilzay, cap guerrer i germà o cunyat de Cochise, principal partidari de Tahzay primer i de Naiche després, com a principals caps dels Tsokanende contra Chihuahua, Skinya i Pionsenay
- Chihuahua (1825? - 1901), germà més jove d'Ulzana, però cap de llur banda, lluità contra les ordres de Cochise, però no reconegué el lideratge dels líders de Cochise
- Skinya (1825? - juny de 1876), germà gran de Pionsenay, lluità sota les ordres de Cochise, però no reconegué el lideratge dels líders de Cochise, fou mort per Naiche
- Pionsenay (1830? - 1878?), germà petit de Skinya, lluità sota les ordres de Cochise, però no reconegué el lideratge dels líders de Cochise, fou greument ferit per Tahzay i probablement assassinat pels mexicans vora Janos
- Dahteste, dona guerrera i companya de la famosa dona guerrera Lozen
- Gouyen (en mescalero Góyą́ń - "la que és sàbia" o “Dona sàbia”) (ca. 1857 - 1903), era una dona del grup local Warm Springs dels Tchihende people destacada pel seu heroïsme; amb el seu fill Kaywaykla i el seu segon marit Ka-ya-ten-nae escapà de la Batalla de Tres Castillos, es diu que la seva filla petita fou assassinada en l'atac
- Geronimo, (Goyaałé - "qui badalla"), (16 de juny de 1829 – 17 de febrer de 1909), guerrer, home medicina de la banda Bedonkohe Ndendahe
- Juh, (Ho, Whoa, i a vegades Who - "Coll Llarg"), (ca. 1825 – Nov. 1883), cap del grup local de carrizaleños de la banda Nednhi Ndendahe
- Lozen, ("Hàbil lladre de cavalls"), (ca. 1840-1890), dona guerrera i profetessa dels Tchihende germana de Victorio i companya de la dona guerrera Dahteste
- Massai, (ca. 1847 - 1906 or - 1911), guerrer del grup local Mimbres de la banda Tchihende
- Naiche (Nache, Nachi, o Natchez - "tafaner" o "revoltós"), (ca. 1857 - 16 de març de 1919), segon fill de Cochise, fou l'últim cap hereditari del grup local Chihuicahui dels Tsokanende
- Nana, (“Grandma” o “Lullaby”, en apatxe: Kas-tziden - “Peu trencat” o Haškɛnadɨltla - “Enutjat, ell és agitat”), (ca. 1810? – 1896), cap guerrer del grup local Mimbreño Warm Springs dels Tchihende sota el lideratge de Cuchillo Negro, i principal lloctinent de Victorio
- Mangus (ca. 1835 - 1901), fill petit de Mangas Coloradas i cap del grup local Mimbreño Copper Mine dels Tchihende
- Tahzay o Taza, (ca. 1845 - 26 de setembre de 1876), fill de Cochise i el seu successor com a cap del grup local Chihuicahui dels Tsokanende
- Victorio, (Bidu-ya, Beduiat - "el que mira el seu cavall"), (ca. 1825 – 14 d'octubre de 1880), cap del grup local Warm Springs dels Tchihende (Mimbreño)
- Ulzana (ca. 1821 - 1909), germà gran de Chihuahua, líder d'una molt famosa expedició a través de Nou Mèxic i Arizona en 1885
- Fun (1866 - †1892, Yiy-gholl, Yiy-joll, Yiy-zholl, també conegut com a Larry Fun), guerrer
- Ka-ya-ten-nae (Ka-e-te-nay, Kaytennae, Kadhateni o Kieta - "Lluita sense fletxes", "sense cartutxos"), cap del grup local Warm Springs dels Tchihende, segon marit de l'heroica Gouyen i padrastre de Kaywaykla
- Tso-ay ("Préssecs") escolta del general Crook
- Mildred Cleghorn, primera cap tribal de la Reserva Fort Sill, elegida en 1976.
- Bob Haozous, escultor
- Allan Houser, escultor

## Obres citades
- Debo, Angie. (1976) Geronimo: The Man, His Time, His Place. Norman: University of Oklahoma Press. ISBN 0-8061-1828-8.
- Thrapp, Dan L. (1988) The Conquest of Apacheria. Norman: University of Oklahoma Press. ISBN 0-8061-1286-7